# Guanto da guida
I guanti da guida sono dei guanti progettati per migliorare la presa sul volante. Di solito presentano un'apertura per ogni dito. Essi devono essere aderenti, per non interferire con il movimento delle mani e, soprattutto, per non impedirne la sensibilità.

## Storia
Inizialmente i guanti da guida servivano solamente a mantenere pulite le mani dell'autista. Le prime vetture di Formula 1 avevano il volante di legno e per questo era necessario l'utilizzo dei guanti.

## Funzionalità
I guanti da guida forniscono generalmente tre vantaggi: protezione, presa più salda e tattilità. Sebbene la tattilità sia una delle funzioni più importanti del guanto da guida, alcuni preferiscono indossare guanti normali, che riducono notevolmente il senso del tatto.

## Design

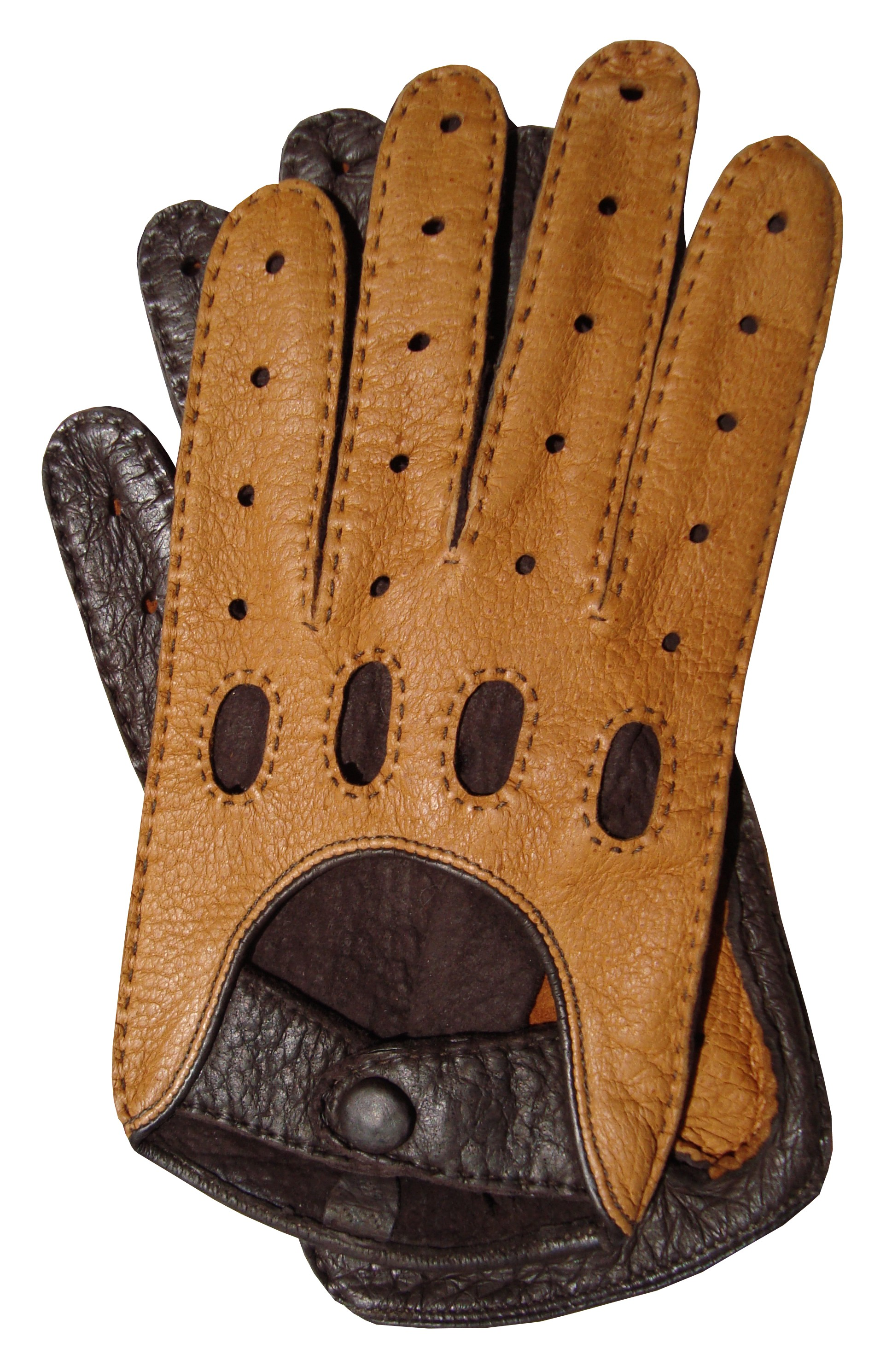
Guanti da guida

I guanti da guida hanno il compito di far aderire le dita completamente al volante, proteggendole anche da possibili urti. 
Sono realizzati in pelle morbida e presentano delle cuciture visibili all'esterno; inoltre, le nocche sono spesso aperte per conferire alla mano la possibilità di muoversi più liberamente e per rendere il guanto più aderente. Diversi fori sulle dita permettono alla mano di traspirare.

## Guanti da corsa

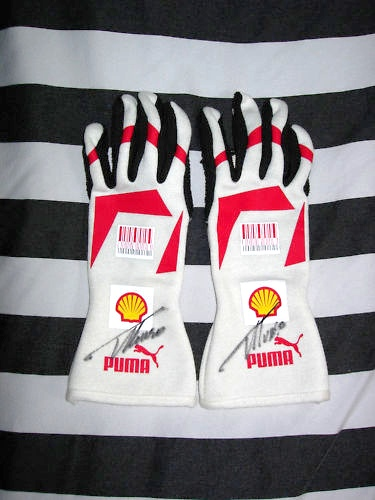
Guanti da gara moderni

I guanti da corsa sono diversi dai guanti da guida normali: infatti, essi sono più spessi e non presentano buchi o nocche aperte, poiché devono aiutare i piloti a proteggersi dalle fiamme. Sono prodotti in Nomex e devono abbinarsi alla tuta. Le parti in pelle coincidono con le zone del palmo e delle dita per facilitare la presa del volante. I guanti da corsa sono facilmente riconoscibili per il fatto che sono piuttosto stretti nella zona del polso.